# Dissonance Makes the Heart Grow Fonder
Dissonance Makes the Heart Grow Fonder ist ein Jazzalbum von Dom Minasi. Die am 9. April 2009 im Systems Two Recording Studio in New York City entstandenen Aufnahmen erschienen 2009 auf Konnex Records sowie als Download auf dem türkischen Label Re:konstruKt.

## Hintergrund
Im Anschluss an sein 2006 erschienenes The Vampire’s Revenge (CDM) reduzierte der Gitarrist Dom Minasi für diese Veröffentlichung sein Ensemble aus fünfzehn Musikern auf das mobilere Quartettformat. In einem Interview sagte Minasi zu deren Entstehung:
„Diese Gruppe war ursprünglich ein Trio, das komponierte Musik spielte, Tomas Ulrich am Cello und Dominic Duval am Bass. Dominic verließ die Gruppe, um mit Cecil Taylor zu spielen, und das Musik[projekt] ruhte einige Jahre lang. Als Ken Filiano Teil meines Trios wurde, fragte ich ihn, ob er daran interessiert wäre, auch Teil von DDT zu werden, und natürlich war er es.“

## Titelliste
- Dom Minasi String Quartet: Dissonance Makes The Heart Grow Fonder (Konnex Records KCD 5235)[2]

1. The Pasadena Two Step 10:13
2. The Dark Side 8:50
3. Green! Green! They’re Green! 8:59
4. Dissonance Makes the Heart Grow Fonder 7:54
5. Slow Dance in the Bottomless Pit 7:10
6. Tumorology 7:30
7. Zing, Zang, Zoom! 6:23

Die Kompositionen stammen von Dom Minasi.

## Rezeption
Nach Ansicht von Glenn Astarita, der das Album in All About Jazz rezensierte, denkt man hier an einen Avantgarde-Stil, in dem der Gitarrist als Regisseur fungiere und gleichzeitig einen dunklen Ton aufrechterhalte, der aus vielen Perspektiven nahtlos mit der Streichergruppe interagiere. Minasi würde die Gruppe in oszillierende Strömungen führen und die Tonhöhe erhöhen, während er zwischen Arco- und Zupftönen webe und so eine Verbindung großartig entwickelter Gegenströmungen erzeuge. Das Spiel erinnere mitunter an die „Verflüssigung von Zusammenhängen durch ein Labyrinth beweglicher Grenzpunkte“.